# 尻相撲
尻相撲（しりずもう）は、尻を使った遊戯の一つである。背中合わせに立った2人が、体を前に曲げた状態で尻で突き合って、相手を円の中から出したり、相手のことを倒したりするのを勝ちとする。
静岡県伊東市音無の音無神社では奇祭「尻つみ祭り 尻相撲大会」が実施されている。山口県防府市の老神神社では毎年7月に「三田尻の女尻相撲」が行われている。新型コロナウイルス感染症の世界的流行を受けて、2020年には徳島県阿波市での相撲大会で、感染症対策として尻相撲が行われた。

## 主なルール
参加者は互いに背を向けて、行司役などによるスタートの合図の後、尻同士をぶつけ合い勝利を競う。ルールは、『足を動かしたら負け』、何らかの区切りを用意し『区切りから出たら負け』というルールになっていることが多い。
突き出した尻で相手を押し出すのが基本だが、相手が尻を突き出した時、わざと引いて空振らせて、相手の体制を崩す、といった駆け引きの要素もある。